# Orion (odrůda jablek)
Orion (Malus domestica 'Orion') je ovocný strom, kultivar druhu jabloň domácí z čeledi růžovitých. Plody jsou řazeny mezi odrůdy zimních jablek, sklízí se v říjnu, dozrává v listopadu, skladovatelné jsou do dubna. Odrůda je považována za rezistentní vůči některým chorobám, odrůdu lze pěstovat bez chemické ochrany.

## Historie

### Původ
Byla vyšlechtěna v ČR, v Ústavu experimentální botaniky AVČR, Střížovice. Odrůda vznikla zkřížením odrůd 'Golden Delicious' a 'Otava'.

## Vlastnosti
Odrůda je triploidní, je špatný opylovač. 

### Růst
Růst odrůdy je střední až bujný. Koruna je spíše rozložitá než vzpřímená. Řez je nezbytný, zejména letní řez.

## Plodnost
Plodí záhy, průměrně a pravidelně.

## Plod
Plod je kulovitý, velký. Slupka hladká, žlutozelené zbarvení je někdy překryté červeným líčkem na osluněné straně. Dužnina je nažloutlá se sladce navinulou výbornou chutí.

## Choroby a škůdci
Odrůda je rezistentní proti strupovitostí jabloní a vysoce odolná k padlí.

## Použití
Je vhodná ke skladování a přímému konzumu. Odrůdu lze použít do všech poloh, ale doporučovány jako nejvhodnější jsou střední polohy. Přestože je růst odrůdy spíše bujný, je doporučováno pěstování odrůdy na slabě rostoucích podnožích ve tvarech jako zákrsky a vřetena.